# Fredrik I av Brandenburg
Kurfurst Fredrik I av Brandenburg, född 1371 i Nürnberg, död 20 september 1440, var kurfurste av Brandenburg från 1415 och borggreve av Nürnberg samt markgreve av Brandenburg-Ansbach från 1398 och markgreve av Brandenburg-Kulmbach från 1420. 
Han var den förste av huset Hohenzollern som regerade Brandenburg, son till borggreve Fredrik V av Nürnberg och Elisabet av Meissen. Hans hustru Elisabet av Bayern-Landshut var dotter till hertig Fredrik av Bayern-Landshut och Maddalena Visconti.

## Biografi
Fredrik gick tidigt i österrikisk tjänst och deltog på den österrikiska sidan i slaget vid Nikopolis mot Osmanska riket. 
Han efterträdde 1398 tillsammans med brodern Johan III av Nürnberg sin far som borggrevar av Nürnberg, och erhöll den del av det tidigare borggrevskapet som låg nedombergs om Fränkische Alb, furstendömet Ansbach. 
Han följde 1401 kung Ruprecht III av Pfalz, stödde 1410 kung Sigismund av Ungerns val till romersk kung och erhöll som lön följande år markgrevskapet Brandenburg att förvalta. Vid konciliet i Konstanz 1415 erhöll han även markgrevlig och kurfurstlig värdighet av kung Sigismund. Fredrik kuvade 1412-15 oppositionen inom Brandenburgs adel, var 1418 riksföreståndare och upprepade gånger ledare för de tyska trupperna under husiterkrigen. 
Vid brodern Johan III:s död 1420 efterträdde han även brodern som furste av Brandenburg-Kulmbach. På 1430-talet inträdde en brytning med kung Sigismund. 1438 och 1440 försökte Fredrik förgäves att bli vald till romersk kung.

## Familj
Fredrik I gifte sig 18 september 1401 med Elisabet av Bayern (1383–1442), dotter till hertig Fredrik av Bayern-Landshut. Paret fick följande barn:
1. Elisabet (1403–1449), gift med:
  1. omkr. 1420 hertig Ludvig II av Liegnitz och Brieg (omkr. 1380–1436)
  2. omkr. 1438 hertig Wencel av Teschen (omkr. 1415–1474)
2. Johan "Alkemisten" (1406–1464), avstod från sin förstfödslorätt, markgreve av Brandenburg-Kulmbach, gift 1416 med Barbara av Sachsen-Wittenberg (1405–1465)
3. Cecilia, gift 1423 med hertig Vilhelm I av Braunschweig-Lüneburg (1392–1482)
4. Margareta (omkring 1410-1465), gift:
  1. 1423 med hertig Albrekt V av Mecklenburg (död 1423)
  2. 1441 med hertig Ludvig VIII av Bayern-Ingolstadt (1403–1445)
5. Magdalena (1412–1454), gift 1426 med hertig Fredrik II av Braunschweig-Lüneburg (1418–1478)
6. Fredrik II "Järntand" (1413-1471), kurfurste av Brandenburg 1440-1470, gift 1446 med Katarina av Sachsen (1421–1476)
7. Albrekt III Akilles (1414-1486), kurfurste av Brandenburg 1470-1486, gift:
  1. 1446 med Margareta av Baden (1431–1457)
  2. 1458 med Anna av Sachsen (1437–1512)
8. Sofia (1416–1417)
9. Dorothea (1420–1491), gift 1432 med hertig Henrik IV av Mecklenburg (1417–1477)
10. Fredrik den yngre (1424–1463), herre till Altmark 1447, gift 1449 med Agnes av Pommern (1436–1512)

## Galleri

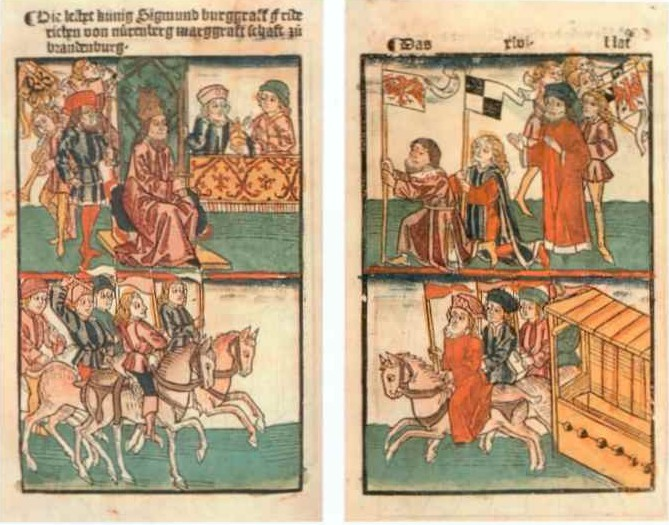
Fredrik I erhåller Brandenburg som län av kung Sigismund